# Turbomeca Piméné
Le Turbomeca Piméné était un petit turboréacteur français, conçu et produit par Turbomeca au début des années 1950. Comme les autres productions du constructeur, il tirait son nom d'un pic des Pyrénées, le pic du Piméné.

## Conception et développement
Le moteur effectua son premier démarrage en 1948, et fut présenté au public pour la première fois au salon du Bourget, en 1949. Il vola pour la première fois avec le Fouga CM.8.13 Sylphe le 14 juillet 1949. Il effectua ensuite ses tests officiels en 1950.
Une version dérivée, connue sous le nom de Turbomeca Oredon, entraînait un alternateur et fut utilisée comme groupe auxiliaire de puissance sur les avions. Ce nom fut repris plus tard pour un turbomoteur équipant des hélicoptères.

## Caractéristiques
Très représentatif des turboréacteurs des débuts de la propulsion à réaction, le Piméné était d'une architecture très basique, avec un compresseur comprenant un étage axial suivi d'un étage centrifuge, puis d'une chambre de combustion annulaire, et enfin d'une turbine à un seul étage. Ses particularités étaient sa taille réduite et son poids très contenu, avec seulement 54 kg et un diamètre de seulement 40 cm.
Le taux de compression était de 3,8 pour 1, et la chambre de combustion était de type annulaire avec un injecteur axial rotatif centrifuge. La turbine était constituée de 31 pales et était reliée au compresseur par l'intermédiaire du corps de l'injecteur centrifuge. Elle était précédée d'un stator à 21 pales refroidies par air. Le démarrage s'effectuait grâce à un moteur électrique Air Equipement ou à de l'air comprimé amené d'une source externe.
Sa poussée était de 1 kN, soit seulement 102 kgp. L'Oredon, turboalternateur dérivé du Piméné, avait une masse de 83,91 kg et produisait une puissance de 140 ch à 36 000 tr/min. L'électricité était produite en 400 hertz par un alternateur Alsthom.

## Applications
- EFW N-20 Aiguillon
- Fouga CM.8.13
- Fouga CM.8 R.9 Cyclope
- Fouga CM.101R
- Fouga CM.88 Gemeaux